# Eurytoma almorensis
Eurytoma almorensis is een vliesvleugelig insect uit de familie Eurytomidae. De wetenschappelijke naam is voor het eerst geldig gepubliceerd in 1994 door Narendran.